# Cleveland Cavaliers 2015-2016
La stagione 2015-16 dei Cleveland Cavaliers fu la 46ª nella NBA per la franchigia.
I Cleveland Cavaliers vinsero la Central Division della Eastern Conference con un record di 57-25. Nei play-off vinsero il primo turno con i Detroit Pistons (4-0), la semifinale di conference con gli Atlanta Hawks (4-0), la finale di conference con i Toronto Raptors (4-2), vincendo poi il titolo battendo nella finale NBA i Golden State Warriors (4-3).

## Eastern Conference
| Squadra             | V  | P  | %    |
| ------------------- | -- | -- | ---- |
| Cleveland Cavaliers | 57 | 25 | 69,5 |
| Indiana Pacers      | 45 | 37 | 55,9 |
| Detroit Pistons     | 44 | 38 | 53,7 |
| Chicago Bulls       | 42 | 40 | 51,2 |
| Milwaukee Bucks     | 33 | 49 | 40,2 |

## Roster
| \| Pos. \| Num. \| Naz. \| Nome \| Altezza \| Peso \| Data nascita \| Provenienza \| \| ---- \| ---- \| ---- \| -------------------- \| ------- \| ------ \| ------------ \| ------------------------------------------------ \| \| G \| 9 \| \| Cunningham, Jared \| 193 cm \| 88 kg \| 22-05-1991 \| Oregon St. Beavers \| \| G \| 8 \| \| Dellavedova, Matthew \| 193 cm \| 91 kg \| 08-09-1990 \| Saint Mary's \| \| C \| 9 \| \| Frye, Channing \| 211 cm \| 116 kg \| 17-05-1983 \| Arizona \| \| G \| 12 \| \| Harris, Joe \| 198 cm \| 102 kg \| 07-09-1991 \| Virginia Cavaliers \| \| G \| 2 \| \| Irving, Kyrie \| 188 cm \| 82 kg \| 23-03-1992 \| Duke \| \| A \| 23 \| \| James, LeBron \| 203 cm \| 109 kg \| 30-12-1984 \| St. Vincent St. Mary High School (Ohio) \| \| A \| 24 \| \| Jefferson, Richard \| 201 cm \| 106 kg \| 21-06-1980 \| Arizona \| \| A \| 30 \| \| Jones, Dahntay \| 198 cm \| 102 kg \| 27-12-1980 \| Duke \| \| A \| 1 \| \| Jones, James \| 203 cm \| 102 kg \| 04-10-1980 \| Miami (FL) \| \| C \| 14 \| \| Kaun, Saša \| 211 cm \| 118 kg \| 08-05-1985 \| Kansas \| \| A \| 0 \| \| Love, Kevin \| 208 cm \| 118 kg \| 07-09-1988 \| UCLA \| \| G \| 12 \| \| McRae, Jordan \| 198 cm \| 84 kg \| 28-03-1991 \| Tennessee \| \| C \| 20 \| \| Mozgov, Timofej \| 216 cm \| 113 kg \| 16-07-1986 \| Khimki (Russia) \| \| G \| 4 \| \| Shumpert, Iman \| 196 cm \| 96 kg \| 26-06-1990 \| Georgia Tech \| \| G \| 5 \| \| Smith, J.R. \| 198 cm \| 100 kg \| 09-09-1985 \| Saint Benedict's Preparatory School (New Jersey) \| \| A \| 13 \| \| Thompson, Tristan \| 203 cm \| 102 kg \| 13-03-1991 \| Texas \| \| C \| 18 \| \| Varejão, Anderson \| 208 cm \| 126 kg \| 28-09-1982 \| Barca (Spain) \| \| G \| 52 \| \| Williams, Mo \| 185 cm \| 90 kg \| 19-12-1982 \| Alabama \| | Allenatore - David Blatt (fino al 22 gennaio 2016) - Tyronn Lue Assistente/i - Tyronn Lue (Vice-allenatore fino al 22 gennaio 2016) - Jim Boylan (Vice-allenatore) - Bret Brielmaier (Vice-allenatore) - Larry Drew (Vice-allenatore) - James Posey (Vice-allenatore) - Phil Handy (Vice-allenatore) - Mike Longabardi (Vice-allenatore dal 27 gennaio 2016) - Vitalij Potapenko (Vice-allenatore sviluppo dei giocatori) - Derek Millender (Preparatore fisico) - Stephen Spiro (Preparatore atletico) Legenda - (C) Capitano - (FA) Free agent - (S) Sospeso - (TW) Contratto Two-way - (GL) Assegnato a squadra G League affiliata - Infortunato Roster • Transazioni · Ultima transazione: 29 giugno 2016 |                        |                      |         |        |              |                                                  |
| Pos. | Num. | Naz.                   | Nome                 | Altezza | Peso   | Data nascita | Provenienza                                      |
| G | 9 | Stati Uniti (bandiera) | Cunningham, Jared    | 193 cm  | 88 kg  | 22-05-1991   | Oregon St. Beavers                               |
| G | 8 | Australia (bandiera)   | Dellavedova, Matthew | 193 cm  | 91 kg  | 08-09-1990   | Saint Mary's                                     |
| C | 9 | Stati Uniti (bandiera) | Frye, Channing       | 211 cm  | 116 kg | 17-05-1983   | Arizona                                          |
| G | 12 | Stati Uniti (bandiera) | Harris, Joe          | 198 cm  | 102 kg | 07-09-1991   | Virginia Cavaliers                               |
| G | 2 | Stati Uniti (bandiera) | Irving, Kyrie        | 188 cm  | 82 kg  | 23-03-1992   | Duke                                             |
| A | 23 | Stati Uniti (bandiera) | James, LeBron        | 203 cm  | 109 kg | 30-12-1984   | St. Vincent St. Mary High School (Ohio)          |
| A | 24 | Stati Uniti (bandiera) | Jefferson, Richard   | 201 cm  | 106 kg | 21-06-1980   | Arizona                                          |
| A | 30 | Stati Uniti (bandiera) | Jones, Dahntay       | 198 cm  | 102 kg | 27-12-1980   | Duke                                             |
| A | 1 | Stati Uniti (bandiera) | Jones, James         | 203 cm  | 102 kg | 04-10-1980   | Miami (FL)                                       |
| C | 14 | Serbia (bandiera)      | Kaun, Saša           | 211 cm  | 118 kg | 08-05-1985   | Kansas                                           |
| A | 0 | Stati Uniti (bandiera) | Love, Kevin          | 208 cm  | 118 kg | 07-09-1988   | UCLA                                             |
| G | 12 | Stati Uniti (bandiera) | McRae, Jordan        | 198 cm  | 84 kg  | 28-03-1991   | Tennessee                                        |
| C | 20 | Serbia (bandiera)      | Mozgov, Timofej      | 216 cm  | 113 kg | 16-07-1986   | Khimki (Russia)                                  |
| G | 4 | Stati Uniti (bandiera) | Shumpert, Iman       | 196 cm  | 96 kg  | 26-06-1990   | Georgia Tech                                     |
| G | 5 | Stati Uniti (bandiera) | Smith, J.R.          | 198 cm  | 100 kg | 09-09-1985   | Saint Benedict's Preparatory School (New Jersey) |
| A | 13 | Canada (bandiera)      | Thompson, Tristan    | 203 cm  | 102 kg | 13-03-1991   | Texas                                            |
| C | 18 | Brasile (bandiera)     | Varejão, Anderson    | 208 cm  | 126 kg | 28-09-1982   | Barca (Spain)                                    |
| G | 52 | Stati Uniti (bandiera) | Williams, Mo         | 185 cm  | 90 kg  | 19-12-1982   | Alabama                                          |